# Sant Quirze d'Alins
Sant Quirze d'Alins, o Sant Quiri, és una ermita de la vila d'Alins, en el terme municipal del mateix nom, a la comarca del Pallars Sobirà.
Està situada dalt d'un turonet al sud-oest de la vila, a la partida que pren el nom de l'ermita. Dista poc més de 500 metres del centre de la vila. Segons la tradició popular era la capella del castell d'Alins, destruït el 1513 per ordres del Duc de Cardona.
Restaurada el 1987 per l'Associació del Patrimoni de la Vall Ferrera, és un temple d'una sola nau amb absis semicircular a llevant. Alguns autors la daten a l'època visigòtica per l'arc de ferradura de la porta de la façana nord, i per la construcció amb pedres grosses del país, de factura irregular.
És una església poc documentada al llarg de la història, no és fins al 1758 que apareix en una visita pastoral, que la qualifica de capella decente.
És un temple d'una sola nau, coberta amb bigues, capçada a llevant per un absis semicircular. Un estrenyiment dels murs a la zona del presbiteri fan veure la possible existència d'un arc presbiteral malauradament desaparegut. La porta és al nord, i presenta un arc de mig punt una mica ultrapassat, però sense que es pugui arribar a pensar en arc de ferradura. El tanca una clau triangular. Al centre de l'absis hi ha una finestra de doble esqueixada. Sense cap mena d'ornamentació llevat d'una filada d'arcuacions llombardes molt senzilles, la rusticitat i irregularitat de l'aparell, de pedra de llosa, fa pensar en una obra popular del segle xii, dins del romànic llombard tardà.